# 15 Pułk Dragonów (Imperium Rosyjskie)

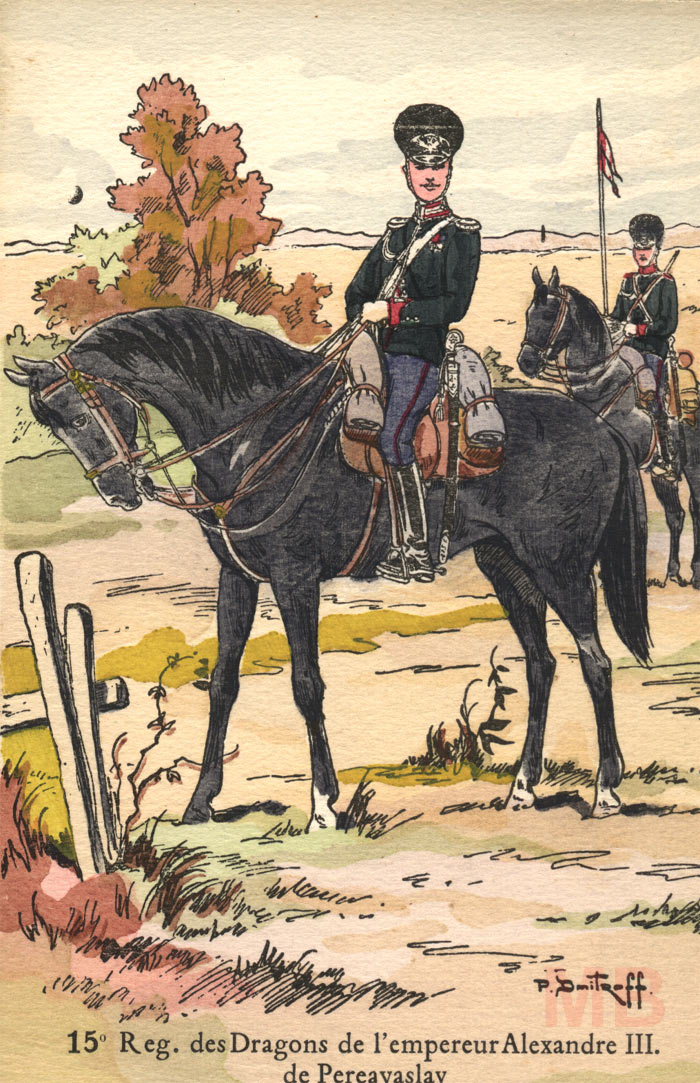
Dragon 15 pułku dragonów

15 Perejasławski Pułk Dragonów Imperatora Aleksandra III (ros. 15-й Переяславский драгунский императора Александра III полк) – pułk kawalerii okresu Imperium Rosyjskiego.

## Charakterystyka
Sformowany w 1856. Dyslokacja w 1914: Płock.

## Przyporządkowanie 1 stycznia 1914
- 15 Korpus Armijny (15 АК, 15 армейский корпус), Warszawa
  - 15 Dywizja Kawalerii (15 кавалерийская дивизия), Płock
    - 1 Brygada Kawalerii, Płock
      - 15 Perejasławski pułk dragonów